# Hussein Kamal (réalisateur)
Pour les articles homonymes, voir Kamal.
Cet article concerne le cinéaste. Pour le sultan, voir Hussein Kamal.
Hussein Kamal (arabe : حسين كمال), né le 17 août 1932 à Suez et mort le 24 mars 2003 au Caire, est un réalisateur de cinéma et de télévision ainsi qu'un metteur en scène égyptien.
Il est l’un des réalisateurs les plus importants du cinéma commercial traditionnel égyptien et a produit une trentaine de films considérés comme des références du cinéma égyptien. Né à Suez d'un père égyptien et d'une mère grecque. Il étudie à l'Institut du cinéma de Paris, puis étudie la mise en scène et l'art dramatique à Rome.  Pendant trente ans, il a présenté diverses œuvres pour la télévision, le théâtre, le cinéma et la radio. Il a réalisé 27 films, dont la plupart ont été adaptés de romans égyptiens, notamment ceux d'Ihssan Abdel Koudouss. Six de ses films ont été inclus dans la liste des 100 meilleurs films égyptiens et trois dans la liste des 100 meilleurs films arabes. Ses films les plus importants sont : Un soupçon de peur (ar) (1969) et L'amour sous la pluie (ar) (1975),. Ses œuvres ont marqué l’histoire du cinéma égyptien. 

## Filmographie

### Réalisateur
- 1965 : L'Impossible (ar)
- 1968 : Le Facteur (ar)
- 1969 : Mon père sur l'arbre (ar)
- 1969 : Un soupçon de peur (ar)
- 1970 : Nous ne plantons pas des épines
- 1971 : Palabres sur le Nil
- 1972 : Les Lumières de la nuit Acteur
- 1972 : L'Empire M (ar)
- 1972 : Un nez et trois yeux
- 1973 : Un sourire, quelques larmes, un peu d'amour
- 1975 : Sur une feuille de cellophane
- 1975 : L'Amour sous la pluie
- 1975 : Le monde est une fête
- 1975 : La Sirène
- 1976 : Loin de la terre
- 1979 : Nous, ceux de l'autobus
- 1980 : Mon amour pour toujours
- 1983 : La Vierge et les cheveux blancs
- 1984 : Donne-moi ce médicament
- 1989 : La Ruelle du Bergwan
- 1991 : La Lumière des yeux
- 1991 : Les Drogués
- 1992 : Le Coq et son harem